# Antranilzuur
Antranilzuur (IUPAC-naam: 2-aminobenzoëzuur) is een aromatisch aminozuur. Het is een wit kristallijn poeder met een blauwe fluorescentie.

## Toepassingen
Antranilzuur is een uitgangspunt voor de synthese van andere stoffen, waaronder kleurstoffen (indigo) en pigmenten, corrosiebeschermende middelen, geneesmiddelen, pesticiden (acariciden) en aromachemicaliën (onder meer methylantranilaat). Zelf heeft het ook een farmacologische activiteit, als anti-epilepticum.
Een van de geneesmiddelen die met antranilzuur kan bereid worden is het slaapmiddel methaqualon (2-methyl-3-o-tolyl-4-chinazolon), dat in de jaren '70 als een recreatieve drug werd gebruikt (de merknaam was Quaalude).
Antranilzuur is een van de tussenstappen in de biosynthese van tryptofaan in planten en micro-organismen.